# أياكا ميوشي
أياكا ميوشي (باليابانية: 三吉彩花؛ بالكانا: みよし あやか) هي عارضة أزياء ومغنية وممثلة يابانية، ولدت في 18 يونيو 1996 في سايتاما في اليابان.

## وصلات خارجية
- الموقع الرسمي
- أياكا ميوشي على موقع IMDb (الإنجليزية)
- أياكا ميوشي على موقع روتن توميتوز (الإنجليزية)
- أياكا ميوشي على موقع ألو سيني (الفرنسية)
- أياكا ميوشي على موقع ميوزك برينز (الإنجليزية)
- أياكا ميوشي على موقع أول موفي (الإنجليزية)
- أياكا ميوشي على موقع قاعدة بيانات الفيلم (الإنجليزية)